# 議決機関
議決機関（ぎけつきかん）とは、法人や団体等の意思決定を行う合議制の機関。特に行政法学では行政主体の内部でその行政主体の意思や判断を決定するための機関のことを指す。「執行機関」と対比的に用いられる用語・概念である。補助機関や諮問機関などの会議は含まれない。

## 議決機関の例
- 国会

主に国家の議決機関は国会である。
議会統治制をとるスイスなどでは「議会」がそのまま「執政府」を兼ねる。この場合、議決・執行の両方の機能を議会がもっている。
- 議会

地方自治法による地方公共団体の議決機関は議会。対する執行機関は地方公共団体の長並びに委員会及び委員。
- 株主総会

株式会社の議決機関は株主総会。
- 国際連合総会

国際連合の議決機関は国連総会とみなされる。ただし、安全保障理事会が国連総会と同等の権限を所有し、国際連合の意思決定に対し強い影響力をもつ。